# 阿列什科维奇农村居民点
阿列什科维奇农村居民点（俄语：Алешковичское сельское поселение）是俄罗斯联邦布良斯克州苏泽姆卡区所属的一个农村居民点。其下辖有11个居民点，行政中心为阿列什科维奇。据2015年统计，该农村居民点的人口为1689人。